# USNO-A2.0 1725-00522696
USNO-A2.0 1725-00522696 (NORTE) — звезда, которая находится в созвездии Малая Медведица. Примечательна тем, что является ближайшей к Северному полюсу мира звездой, не превышающей 20-е значение звёздной величины.